# 殷州 (河南省)
殷州（いんしゅう）は、中国にかつて存在した州。
596年（開皇16年）、隋により懐州の獲嘉・修武・武陟の3県を分割して殷州が設置された。605年（大業元年）に殷州は廃止され、その管轄県は懐州に統合された。

## 下部行政区画
- 獲嘉県
- 修武県
- 武陟県